# Safiye

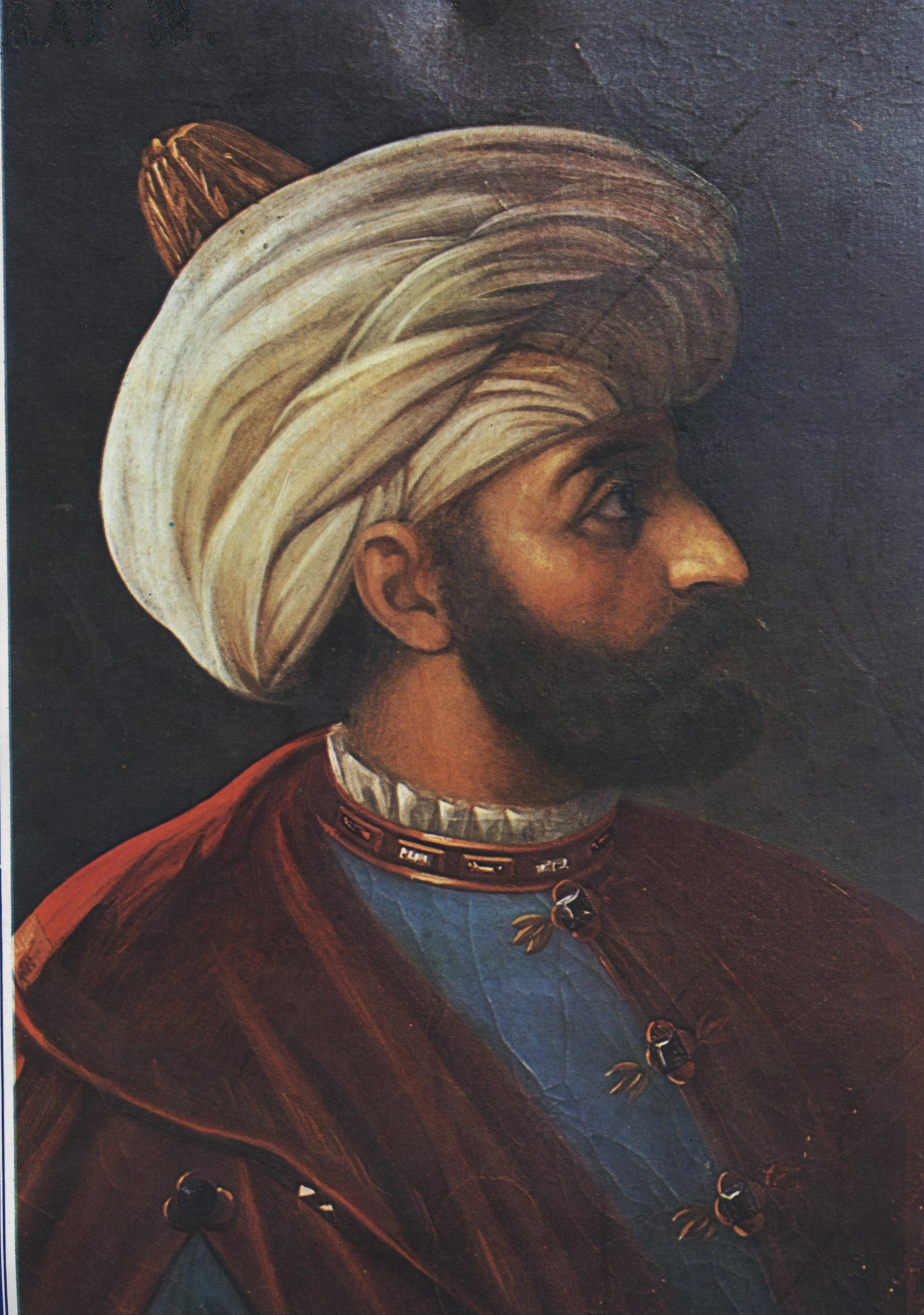
Syn Safiye i Murada III sułtan Mehmed III

Safiye (ur. 1550 na Korfu lub Rezi, zm. 1619 w Stambule) – niewolnica weneckiego lub albańskiego pochodzenia, konkubina sułtana Murada III, matka sułtana Mehmeda III. Pełny tytuł: Devletlu İsmetlu Haseki Safiye Valide Sultan Aliyyetu'ş-Şan Hazretleri.

## Życiorys
Safiye urodziła się prawdopodobnie jako Sofia Baffo i była Wenecjanką. Inne źródła podają, że była Albanką ze wsi Rezi w górach Dukagjini.
W 1563 roku została porwana przez tureckich korsarzy i sprzedana do haremu, jako 13-letnia niewolnica została ofiarowana Muradowi III (ówczesnemu księciu) przez jego ciotkę, Mihrimah (Mihrimah była córką Sulejmana Wspaniałego i Roksolany oraz siostrą Selima II, ojca Murada). Szybko spodobała się młodemu księciu i została jego faworytą.
Z tego związku 26 maja 1566 roku urodził się pierwszy syn Safiye, przyszły sułtan Mehmed. Cztery lata później Safiye urodziła córkę – Ayşe, a w 1580 roku na świat przyszła Fatma.
Od 1595 Safiye pełniła funkcję Valide Sultan, czyli matki obecnie panującego sułtana. Cieszyła się dużym szacunkiem syna, który nigdy nie podważał jej decyzji, wywierała na niego duży wpływ.
Rok po objęciu władzy przez wnuka – Ahmeda I, została wygnana do Starego Pałacu, gdzie spędziła resztę życia.

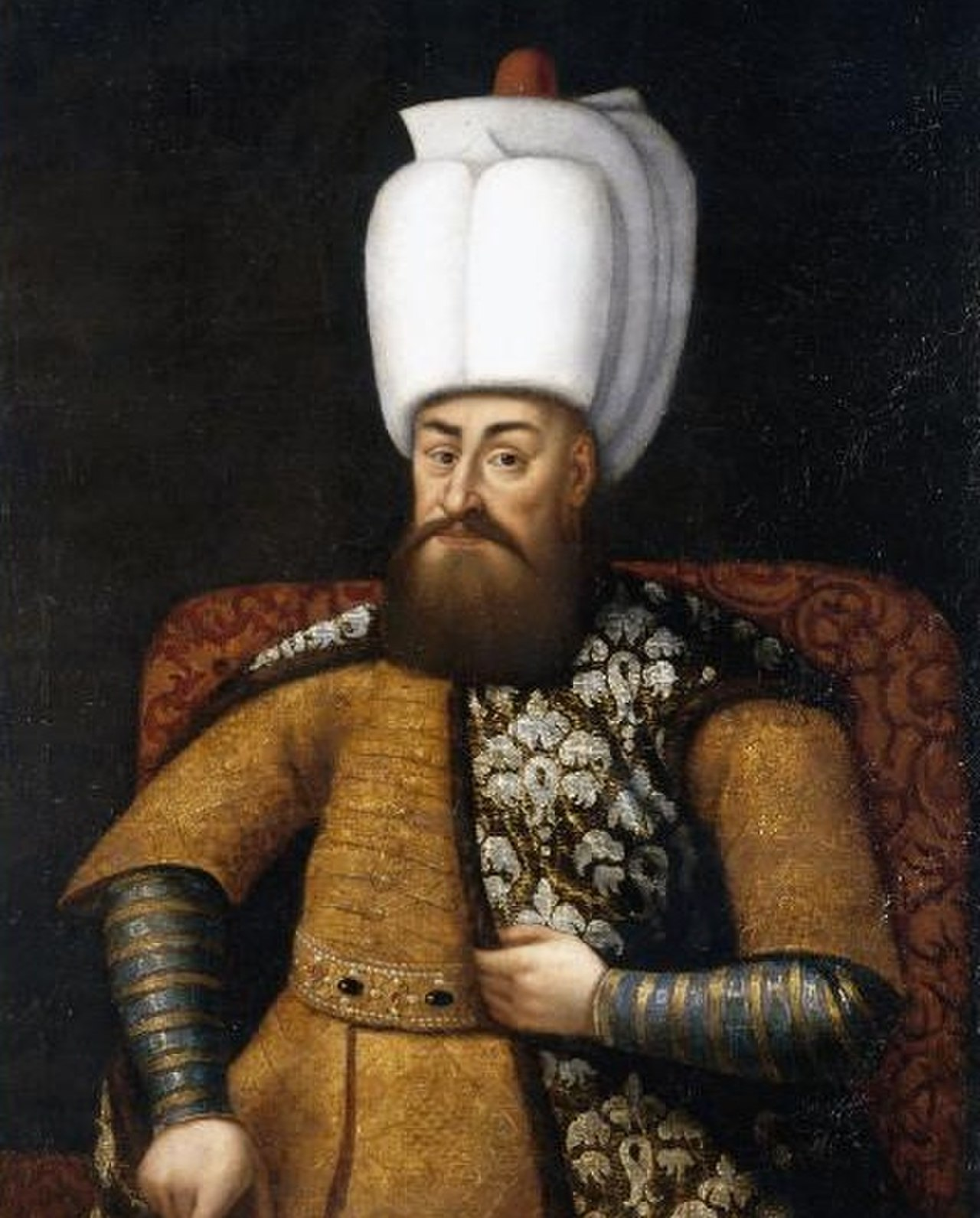
Ojciec Mehmeda III, sułtan Murad III

Zmarła w 1619 roku w Stambule.